# Wasserskorpion
Der Wasserskorpion (Nepa cinerea, Syn.: Nepa rubra) ist ein Insekt aus der Familie der Skorpionswanzen (Nepidae) in der Teilordnung der Wasserwanzen (Nepomorpha). Er kommt zerstreut in großen Teilen Europas, in Afrika und im nördlichen Asien (ohne China) vor. Daneben existieren nur wenige weitere Arten in der Gattung Nepa, darunter die blinde, höhlenbewohnende Nepa anophthalma und die amerikanische Art Nepa apapiculata. In Mitteleuropa ist der Wasserskorpion der einzige Vertreter seiner Gattung.

## Merkmale

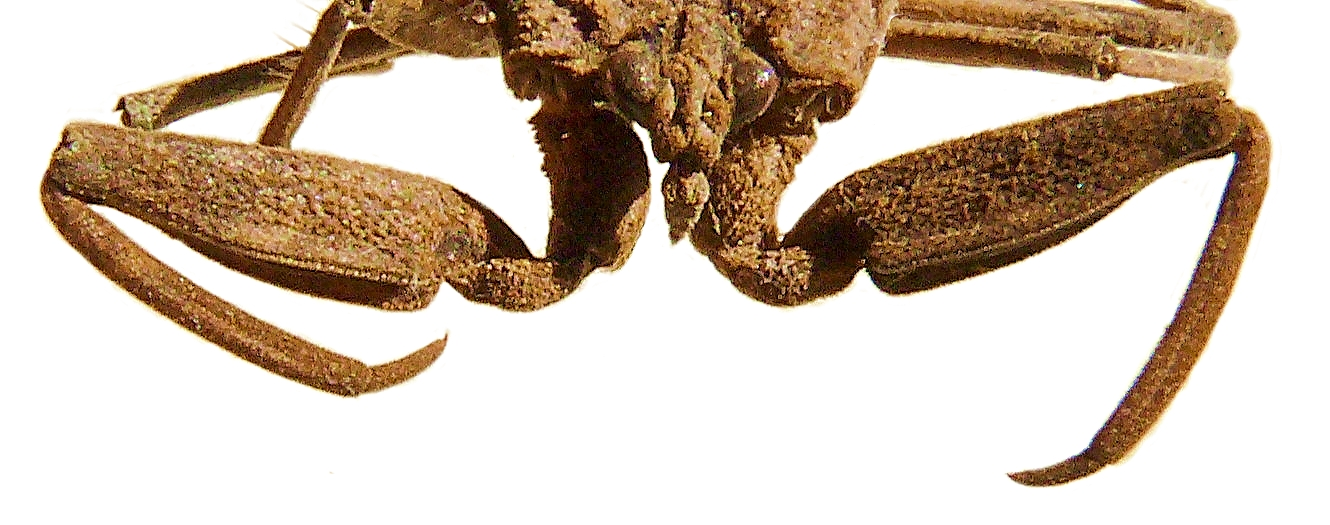
Kopfpartie mit Fangbeinen

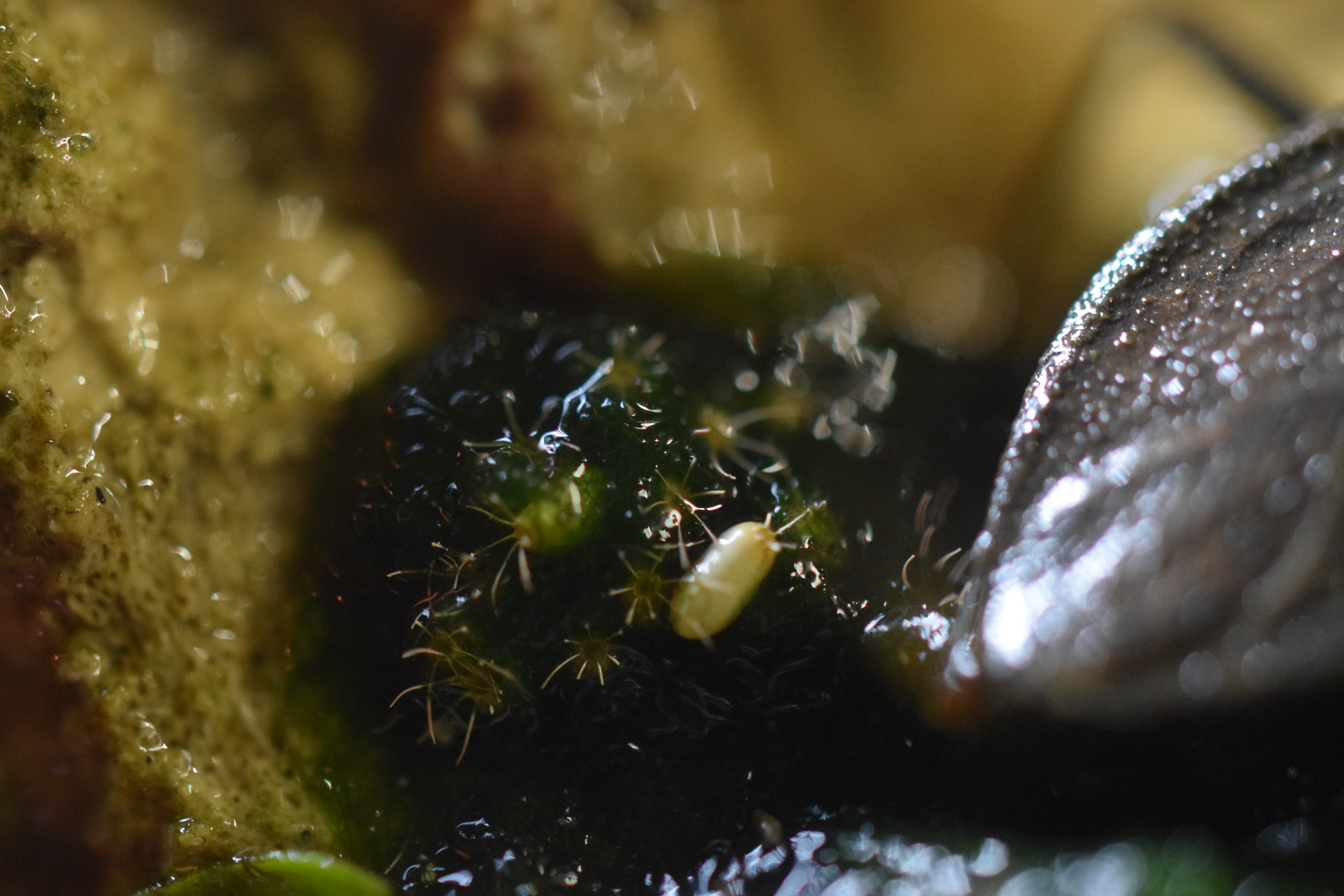
Wasserskorpion-Eier an Algen

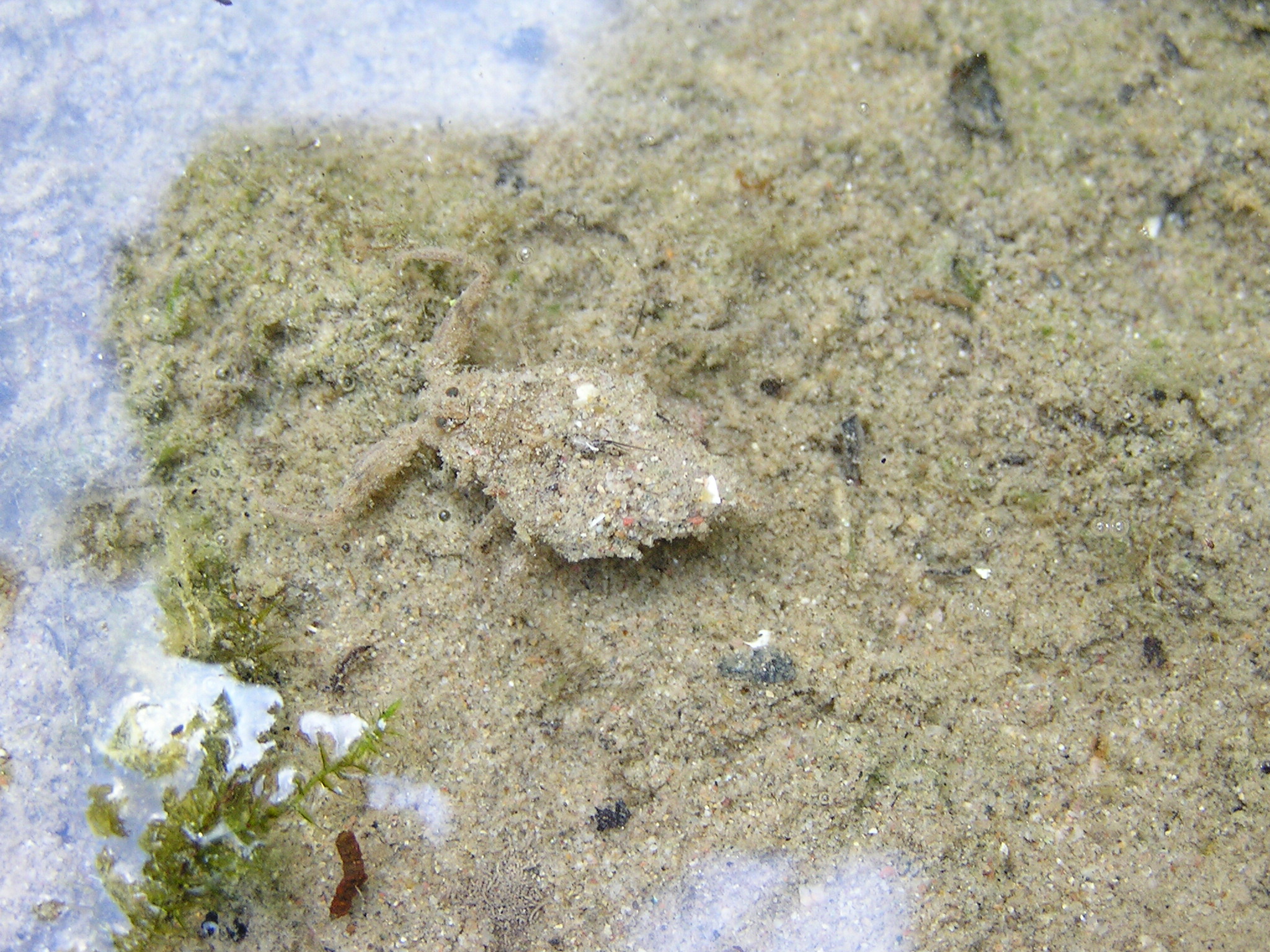
Gut getarnte Larve

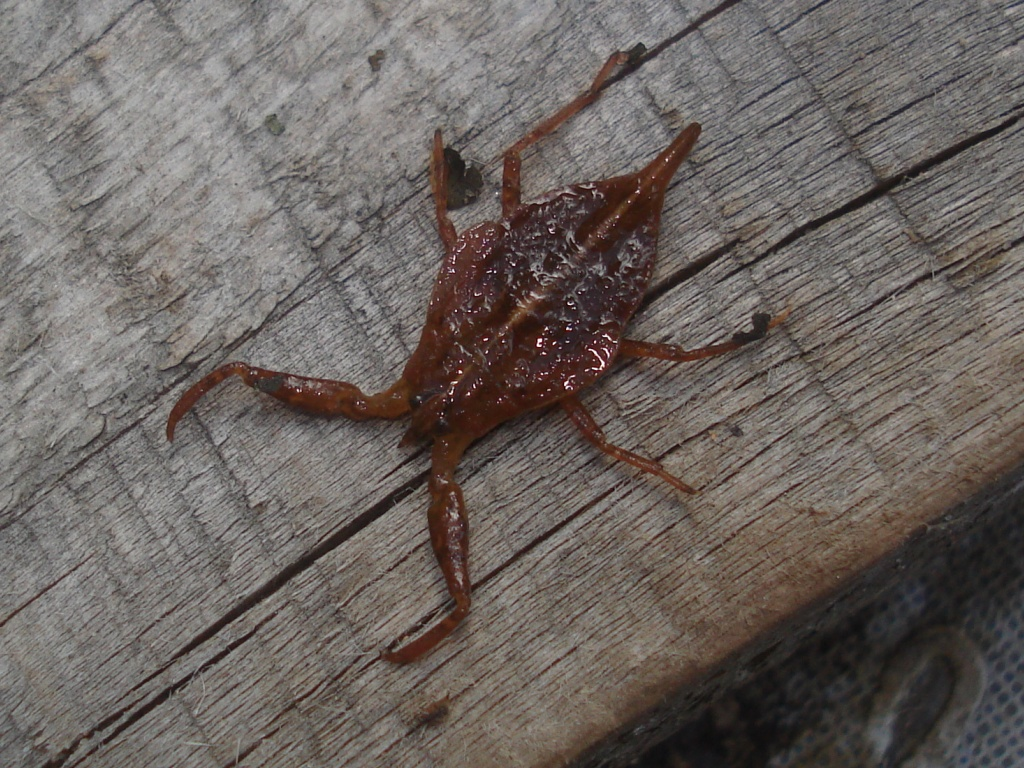
Älteres Larvenstadium (Nymphe)

Wasserskorpione erreichen eine Körperlänge von 17 bis 25 Millimetern, plus ein etwa 10 Millimeter langes Atemrohr, die Breite liegt zwischen 6 und 10 Millimetern. Die Färbung ist dunkel- bis grau-braun, teilweise auch rötlich. Sie haben kräftige, flache Körper und ein langes, zweiteiliges Atemrohr am Hinterleibsende. Trotz voll entwickelter Flügel wird ihre Flugfähigkeit bisweilen in Frage gestellt – ganz im Gegensatz zur eng verwandten Stabwanze (Ranatra linearis). Der Kopf ist klein, dreieckig und mit zwei halbkugeligen Augen sowie mit einem kurzen Saugrüssel ausgestattet. Das Vorderbeinpaar ist zu Fangbeinen umgebildet – diesen und dem Atemrohr verdankt die Wanze auch ihren Trivialnamen. Die Mittel- und Hinterbeine dienen der Fortbewegung, aufgrund fehlender Schwimmborsten ist die Fortbewegung im offenen Wasser jedoch unbeholfen. Eine Luftblase unter den Flügeln ermöglicht dem Tier das Schwimmen an der Oberfläche von tieferen Gewässern, ohne abzusinken. Wasserskorpione weisen ein relevantes, fast monostrophes Rechts-Links-Merkmal auf: Bei rund 97 % der Individuen liegt die Membran der rechten Hemielytre über der linken. So ist es auch hier in dem Filmdokument von den Vorbereitungen eines Individuums zum Sichsonnen und Abfliegen zu erkennen.

## Lebensweise
Ufernahe Flachwasserzonen stehender bzw. langsam fließender, schlammiger Gewässer bilden den bevorzugten Lebensraum. Zum Beutespektrum gehören Wasserflöhe, aquatil lebende Insektenlarven bis hin zu jungen Kleinfischen und Larven (Kaulquappen) von Amphibien.
Wasserskorpione sitzen an Wasserpflanzen, im Schlamm oder auf alten Blättern, wo sie auf Nahrung lauern. Nähert sich ein Beutetier ihren Raubbeinen, klappt deren Fuß blitzschnell in Richtung Unterschenkel und das Opfer wird eingeklemmt. Die Tiere stechen die Beute mit ihrem Mundrüssel an und saugen diese anschließend aus. Das Atemrohr wird stets in Reichweite der Wasseroberfläche gehalten, es kommt nur selten vor, dass sich Wasserskorpione in tieferen Bereichen von Gewässern oder an Land aufhalten. Wenn sie nicht ansitzen oder ruhen, bewegen sie sich meist im Schreitgang pirschend auf dem flachen Gewässergrund fort.

## Entwicklung
Nach der Paarung im Frühjahr legt das Weibchen 10–20 Eier in verfaulten Pflanzenteilen oder Algenwatten ab. Die Eier besitzen mehrere (meist sieben) Atemfäden, die Kontakt zur Wasseroberfläche haben und der Versorgung mit Sauerstoff dienen. Die zwischen Mai und Juli aus den Eiern schlüpfenden Larven durchlaufen fünf durch Häutungen getrennte Entwicklungsstadien, bis sie etwa im September das Erwachsenenstadium erreichen. Die Überwinterung findet als Imago auf dem Grund von schlammigen Gewässern statt. Die Art kann ein Lebensalter von mehreren Jahren erreichen.